# Тихоненко, Валерий Алексеевич

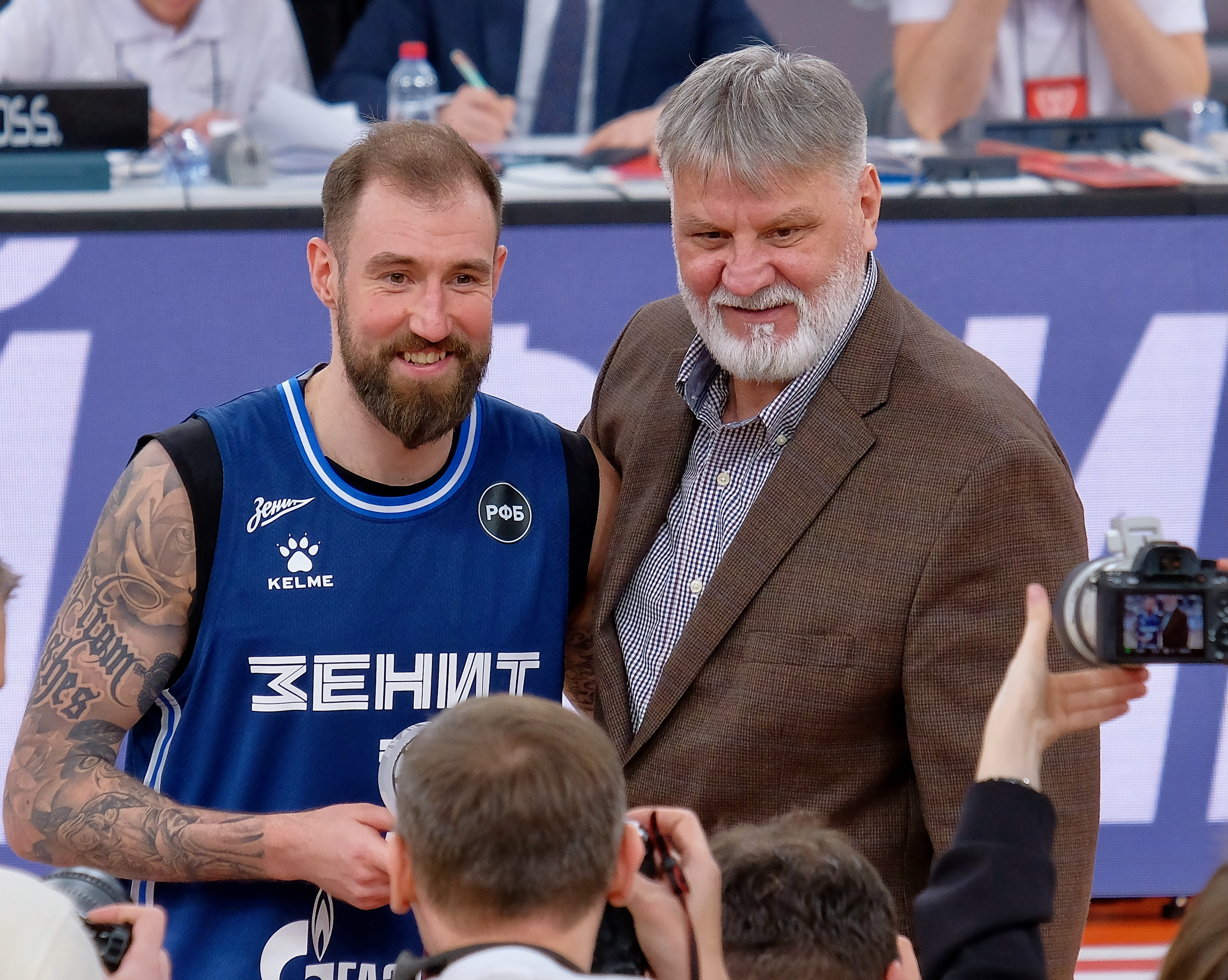
Валерий Алексеевич награждает MVP полуфинального матча Кубка России 2023/2024 Сергея Карасёва

Вале́рий Алексе́евич Тихоне́нко (род. 19 августа 1964, Ангрен, Ташкентская область) — советский и российский баскетболист, игравший на позиции тяжёлого форварда. Заслуженный мастер спорта СССР (1988). Олимпийский чемпион 1988 года в составе сборной СССР.
В 1986 году был выбран на драфте НБА клубом «Атланта Хокс» в седьмом раунде 18 пик.

## Биография
Родился 19 августа 1964 года в городе Ангрен Узбекской ССР. Первые шаги в баскетболе он провёл под руководством Сергея Зозулина.
Практически одновременно начал выступать за ЦСКА и сборную СССР по баскетболу.
В 1986 году выбран на драфте «Атланта Хокс» (НБА) в седьмом раунде 18 пик. Об этом факте Валерий Тихоненко узнал позже. Однако, он в НБА играть так и не поехал.
В 1988 году играл за СКА (Алма-Ата).
В 1990—1993 годах играл за испанские клубы. Сначала вместе с Сабонисом выступал за «Форум Филателико». Несмотря на то, что контракт был заключён на 2 года, руководство «Форума» продало Тихоненко в клуб «Каха де Ронда» за гораздо большую сумму, чем та, которую отдали сами за баскетболиста. Однако вскоре из-за смены руководства клуба расстался с командой. Во время Олимпиады-92 познакомился с президентом клуба «Аргал Уэска», который пригласил Тихоненко выступать в его команде.
В 1993 году выступал за «Спартак» (Москва). Затем последовали сезоны за ЦСК ВВС (Самара) и Арсенал (Тула). В 1997 году Валерий Тихоненко вернулся в ЦСКА. В 2000 году он завершил карьеру игрока.
В 2000—2002 годах был главным тренером команды ЦСКА. Затем Валерий Тихоненко стажировался в команде университета «Сент-Джозефс» и в клубе НБА «Даллас Маверикс». С 2004 года тренер, главный тренер «Динамо» (Москва), с которым стал серебряным призёром чемпионата России (2005). Зимой 2005/2006 годов Валерий Тихоненко стал главным тренером ЦСК ВВС-Самара. С командой из Самары он проработал до весны 2009 года.
После Олимпийских игр в Пекине возглавил Женскую сборную России по баскетболу. С ней он стал серебряным призёром чемпионата Европы по баскетболу среди женщин 2009. 29 июня 2010 стало известно, что Валерий Тихоненко подал в отставку с этой должности.
В 2011 году стал генеральным менеджером казахстанского клуба «Астана», который выступает в Единой лиге ВТБ. Проработал на этой должности вплоть до лета 2022 года.
Летом 2023 года стал генеральным менеджером мужской национальной команды России.

## Личная жизнь
Отец — Тихоненко Алексей Михайлович (1936—2002), работал монтажником. Мать — Тихоненко Валентина Михайловна (1940 г. р.), домохозяйка, живёт в Алма-Ате.
Брат и сестра Валерия Тихоненко также стали баскетболистами. Игорь Тихоненко (1966 г.р.) выступал за клубы СКА (Алма-Ата), ЦСК ВВС (Самара). Сестра Оксана (1972 г.р.) играла за «Университет» (Алма-Ата), кандидат в юниорскую сборную СССР. Сейчас оба работают тренерами в Казахстане.
Супруга — Тихоненко (Андриященко) Виктория Львовна (1975 г. р.). Сыновья: Иван (1992 г.р.), Марк (1998 г.р.), Клим (2001 г.р.), Глеб (2003 г.р.); дочь — Дорофея (2010 г.р.).
Первая жена Валерия умерла после родов Ивана в сентябре 1992 года в Испании: её рано по времени выписали из роддома — она встала в 5 утра и у неё оторвался тромб, она упала и умерла.

## Достижения
Игрок
- Олимпийский чемпион 1988.
- Участник ОИ 1992 в составе Объединённой команды (4-е место)
- Серебряный призёр чемпионата мира по баскетболу: 1986, 1990 (капитан сборной), 1998
- Чемпион Европы : 1985.
- Серебряный призёр чемпионата Европа : 1987
- Бронзовый призёр чемпионата Европа : 1989
- Победитель международных соревнований «Дружба-84» (альтернатива Олимпиаде в Лос-Анджелесе)
- Серебряный призёр чемпионат СССР по баскетболу : (1984/1985), (1985/1986), (1986/1987)
- Бронзовый призёр чемпионат СССР по баскетболу : (1988/1989)
- Бронзовый призёр чемпионата России : (1994/1995)
- Чемпион России : (1997/1998, 1998/1999, 1999/2000)

Главный тренер
- Серебряный призёр чемпионата России : (2004/2005)
- Серебряный призёр чемпионата Европы: 2009 (Как главный тренер женской сборной России по баскетболу).

## Звания и ордена
- Орден Дружбы
- Орден «Знак Почёта»
- Орден Дружбы народов
- Медаль «За трудовое отличие»
- Заслуженный мастер спорта СССР (1988)
- Подполковник Российской армии